# Fusiacris spinata
Fusiacris spinata är en insektsart som beskrevs av Willemse, C. 1955. Fusiacris spinata ingår i släktet Fusiacris och familjen Pyrgomorphidae. Inga underarter finns listade i Catalogue of Life.